# Airbagová tkanina
Airbagová tkanina je speciální materiál pro nafukovací vaky bezpečnostních ústrojí.

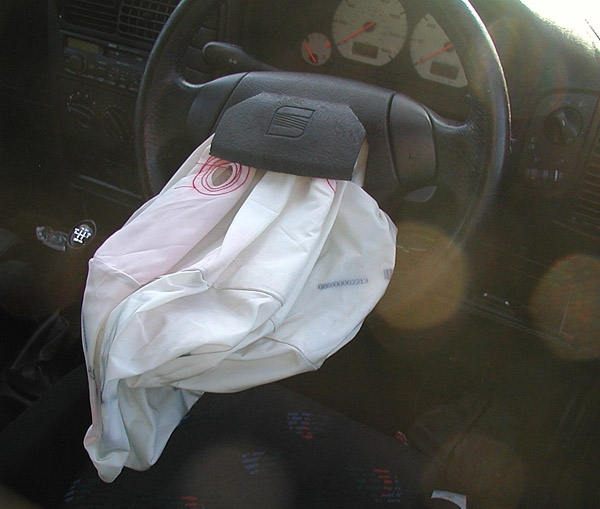
Vak airbagu po použití (po nehodě osobního automobilu)

## Základní požadavky na airbagovou tkaninu
Aby se tkanina směla použít na airbagy, musí splňovat určité podmínky vyjádřené hodnotami fyzikálních vlastností. Jsou to zejména pevnost, roztažnost, hořlavost, hmotnost, prodyšnost.

## Způsob výroby

### Surovina
Nejčastěji se používá polyamidový multifilament a (s určitými výhodami) také polyesterový filament v jemnostech 47 tex a 93 tex s fyzikálními vlastnostmi:
| Druh příze/ vlastnost | počet filamentů | zákruty (počet/metr) | hmotnost g/cm³ | pevnost g /dtex | tažnost % | bod tání º C |
| 47 tex                | 68              | 170                  | 1,14           | 8,7             | 21        | 256          |
| 93 tex                | 140             | 70                   | 1,14           | 9,3             | 21        | 256          |

### Tkaní
Tkaniny se běžně vyrábějí na bezčlunkových tkacích strojích (400-600 obr./min) v plátnové vazbě, k jejich průměrným hodnotám se často uvádí:
| Umístění airbagu | příze tex | dostava (počet nití/cm) | hmotnost g/m² | pevnost osnova: N/dtex | pevnost útek: N/dtex | prodyšnost m³/m²/min. |
| Řidič            | 47        | 20x20                   | 175           | 237                    | 257                  | 10,8                  |
| Spolujezdec      | 93        | 10x10                   | 250           | 421                    | 398                  | 8,7                   |

#### Airbag z jednoho kusu
Vedle konvenčního postupu: tkaní - stříhání - sešívání se asi od 2. dekády 21. století vyrábějí vaky pro postranní airbagy také z jednoho kusu (one-piece weaving). Na bezčlunkových strojích se žakárovým ústrojím se tvoří kompletní struktura vaku, takže odpadá sešívání jednotlivých dílů. Dostupné informace o této novince pocházejí jen ze všeobecného zpravodajství a z reklamy, technické podrobnosti nebyly až do roku 2022 veřejně známé. 

### Finální úprava
Po odšlichtování se provádí úprava za účelem snížení prodyšnosti' u tkanin s prodyšností vyšší, než je stanovený limit (zpravidla pod 10 m³m²/min.
Nejpoužívanější je nánosování silikonem (nožovou stěrkou 40-80 g/m²). Levnější, ale méně účinné je např. kalandrování, hydroentaglement (postřikování tkaniny tenkými paprsky vody) aj.

### Zpracování tkaniny
Z hotové tkaniny se vystřihují laserem díly airbagu v patřičných tvarech, výstřižky se potom sešívají na speciálním stroji dohromady. Např. vak pro airbag řidiče sestává ze dvou dílů, vak pro airbag pasažéra je ze dvou svislých pruhů a z hlavního vodorovného dílu. Šicí nitě jsou z materiálu s vysokou pevností.
Vedle těchto hlavních se vyrábí v menším rozsahu pro auta ně kolik méně známých druhů airbagů (pro zadní sedadla, postranní, ochrana kolen apod.) v patřičných tvarech a velikostech. 

## Rozsah výroby
Publikované údaje se značně rozcházejí. Např. podle odhadu na rok 2021 měl celosvětový výnos z prodeje airbagových tkanin dosáhnout 4 miliardy USD, podle jiných údajů to byla asi polovina. Profesionálně sbírané údaje o aktuálních podmínkách a trendech na trhu s airbagovými tkaninami jsou zveřejňovány v ročních analýzách (např. za 3 500 USD online). Publikace obsahuje informace o množství a cenách tkanin rozdělených podle druhu vozidla, umístění airbagu (řidič, spolujezdec, postranní) a způsobu zhotovení (z jednoho kusu, sešíváním).